# Франциска (топор)

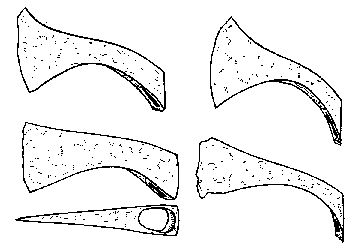
Варианты клинка франциски.

Франци́ска (francisca) — раннесредневековое оружие, боевой топор франков и других германских племён на длинной рукояти был предназначен для рубки, на короткой — для метания.
В другом источнике указано что в средние века, к концу V столетия, вооружение германцев в свой состав включало и боевой топор (бердыш или франциску), клинок которого образует кривые изгибы.
Топор франциска для метания был короче длины руки. Франциска для рубки насаживалась на метровой длины топорище, поскольку предусматривали рубку как одной, так и двумя руками. Наиболее распространённое оружие у меровингских франков в V—VI веках. Последние находки этого вида оружия при раскопках относятся к VII столетию.